# Umyar Mavlikhanov
Umyar Mavlikhanov (en russe : Умяр Абдуллович Мавлиханов ; en tatar : Үмәр Мәүлиханов, né le 24 septembre 1937 à Moscou où il est mort le 14 juillet 1999) est un escrimeur soviétique (tatar), pratiquant le sabre.

## Biographie
Umyar Mavlikhanov est champion olympique au sabre par équipes à Tokyo en 1964 et à Mexico en 1968. En 1964 à Tokyo, il est aussi médaille de bronze au sabre individuel.